# Marcelo Elgarten
Marcelo Elgarten, detto Marcelinho (Rio de Janeiro, 9 novembre 1974), è un ex pallavolista brasiliano.
Giocava nel ruolo di palleggiatore.

## Palmarès

### Club
- Campionato brasiliano: 5

1992-93, 1993-94, 1996-97, 2003-04, 2008-09
- Campionato greco: 1

2005-06
- Coppa di Grecia: 2

2006-07, 2007-08
- Campionato Carioca: 1

2000
- Coppa CEV: 1

2010-11

### Nazionale (competizioni minori)
- Campionato mondiale Under-21 1993
- Giochi panamericani 1999
- Giochi panamericani 2007

### Premi individuali
- 1997 - Superliga: Miglior palleggiatore
- 1999 - Superliga: Miglior palleggiatore
- 2004 - Superliga: Miglior palleggiatore
- 2007 - XV Giochi panamericani: Miglior palleggiatore